# Lã Thông
Lã Thông (chữ Hán: 吕通, ? - 180 TCN), là chư hầu vương thứ tư của nước Yên dưới thời nhà Hán trong lịch sử Trung Quốc.
Tổ phụ của Lã Thông là Lã Trạch, huynh trưởng của Lã hậu, phụ thân ông là Lã Đài, dưới thời Hán Huệ Đế được phong làm Lã vương. Ông còn có người anh là Lã Gia.
Năm 181, Yên Linh vương Lưu Kiến chết. Ông ta có một mĩ nhân sinh một con trai. Lúc đó Lã thái hậu cầm quyền, muốn trọng dụng tôn tộc Lã thị, bèn giết đứa con đó đi rồi lập cháu mình là Lã Thông làm Yên vương vào năm 180 TCN.
Tháng 9 cùng năm Lữ thái hậu chết. Trần Bình và Chu Bột làm chính biến, lật đổ họ Lã rồi cho sát hại tôn tộc họ Lã. Lã Thông cũng bị giết
Lã Thông làm Yên vương chỉ 1 năm, không rõ bao nhiêu tuổi.